# Wahl (Washington)
Wahl az Amerikai Egyesült Államok északnyugati részén, Washington állam Whatcom megyéjében elhelyezkedő önkormányzat nélküli település.
Wahl postahivatala 1891 és 1907 között működött.